# Лука (округ)
Округ Лука (итал. Provincia di Lucca) је округ у оквиру покрајине Тоскана у средишњој Италији. Седиште округа и највеће градско насеље је истоимени град Лука.
Површина округа је 1.773 км², а број становника 389.731 (2008. године).

## Природне одлике
Округ Лука се налази у средишњем делу државе и на северозападу Тоскане. Округ је у западном делу приморски и пружа се уз Тиренско море. Даље од мора прво се пружа равничарска област уз доњи ток реке Арно, махом заузимајући јужни део округа. У северној половини налази се планинска област северних Апенина. У средишњем делу планинске области налази се позната долина Гарфањана.

## Становништво
По последњим проценама из 2008. године у округу Лука живи близу 390.000 становника. Густина насељености је велика, преко 200 ст/км², што је више од државног и покрајинског просека. Међутим, Густина насељености је велика само у деловима у јужним деловима округа, који сњу приморски и равничарски.
Поред претежног италијанског становништва у округу живе и одређени број досељеника из свих делова света.

## Општине и насеља
У округу Лука постоји 35 општина (итал. Comuni).
Најважније градско насеље и седиште округа је град Лука (84.000 ст.) у јужном делу округа, а други по значају и величини је град Вијаређо (64.000 ст.) у западном делу округа.